# Turtur chalcospilos
La tortora boschereccia macchiesmeraldo o tortora smeraldina macchieverdi (Turtur chalcospilos Wagler, 1827) è un uccello della famiglia dei Columbidi.

## Descrizione
La tortora boschereccia macchiesmeraldo è lunga 20 cm e pesa 50-71 g. La colorazione generale è grigio rosato tendente al bianco anteriormente e al centro del ventre. Le dimensioni di questa specie sono medio piccole e l'aspetto generale è abbastanza compatto. La parte superiore del capo è grigio bluastra digradante nel bianco nella parte anteriore. Una striscia nera parte dagli occhi per giungere fino al becco. Le remiganti secondarie più interne e le grandi copritrici delle ali formano due macchie verde metallico o verde dorato visibili ad ali chiuse. Il dorso e il sopraccoda presentano due bande marrone scuro distanziate tra loro. Le penne centrali della coda sono grigio marrone ed hanno la punta nera. L'iride è marrone scuro, le zampe sono rosso violaceo scuro e il becco nero. I sessi sono molto simili, il maschio si riconosce per una maggiore estensione dell'area bianca nel petto e nel collo.

## Biologia
Si nutre principalmente di semi soprattutto di piante erbacee che raccoglie sul terreno, ricerca inoltre termiti, piccoli molluschi ed altri invertebrati. Frequenta e si osserva facilmente nelle zone aperte ai lati della strada o in prossimità di centri abitati. Il periodo di nidificazione varia in base alle regioni, in Etiopia e Somalia da aprile a giugno, in Sudafrica a settembre, febbraio e marzo, in modo irregolare nelle altre regioni africane. Nidifica generalmente sui cespugli o sugli alberi deponendo due uova color crema. Il suo volo è rapido e cambia spesso direzione; compie brevi spostamenti locali in base alle condizioni climatiche.

## Distribuzione e habitat
Vive in Africa dall'Etiopia al sud della Somalia fino ad est nel Katanga e Angola e Sudafrica. Frequenta le praterie aride o con vegetazione bassa e pochi alberi e zone coltivate fino a 2000 metri di altezza. Preferisce habitat più aridi rispetto a T. afer.